# Melina Perez
Melina Nava Perez (* 9. března 1979) je americká profesionální wrestlerka. Nejvíce známá je pro svoje působení ve WWE pod mononymem Melina.
K nezávislému profesionálnímu wrestlingu se připojila v roce 2000, ještě před podepsáním smlouvy s WWE v roce 2004. Zpočátku byla manažerkou týmu MNM. Pod jejím vedením tento tým získal titul Tag Team šampiónů, stejně jako později Johnny Nitro získal Intercontinental championship. Svůj WWE debut udělala v roce 2005. Stala se třikrát Women's šampionkou a dvakrát Divas šampionkou. Kvůli vypršení smlouvy byla z WWE propuštěna 5. srpna 2011.

## Osobní život
Melina je mexického původu. Hovoří anglicky a španělsky.
Má dlouhodobý vztah s Johnem Henniganem, dříve známým jako Johnny Nitro, nyní John Morrison. Po jednom z jejich rozchodů byla v krátkodobém vztahu s Davem Batistou který tvrdil, že jejich vztah začal až po tom, co se rozvedl se svou manželkou.
13. dubna 2008 se objevila společně s Mickie James, Laylou a Kelly Kelly v epizodě Celebrity Fit Club Boot Camp. Svůj herecký debut udělala ve vedlejší roli, dívky Devin, ve filmu Serial Buddies. 23. června 2011 vystupovala v jedné epizodě YouTube show Zacka Rydera, Z! True Long Island Story.
Dnes Melina moderuje show jménem After Buzz.

## Ve Wrestlingu
Zakončovací chvaty: 

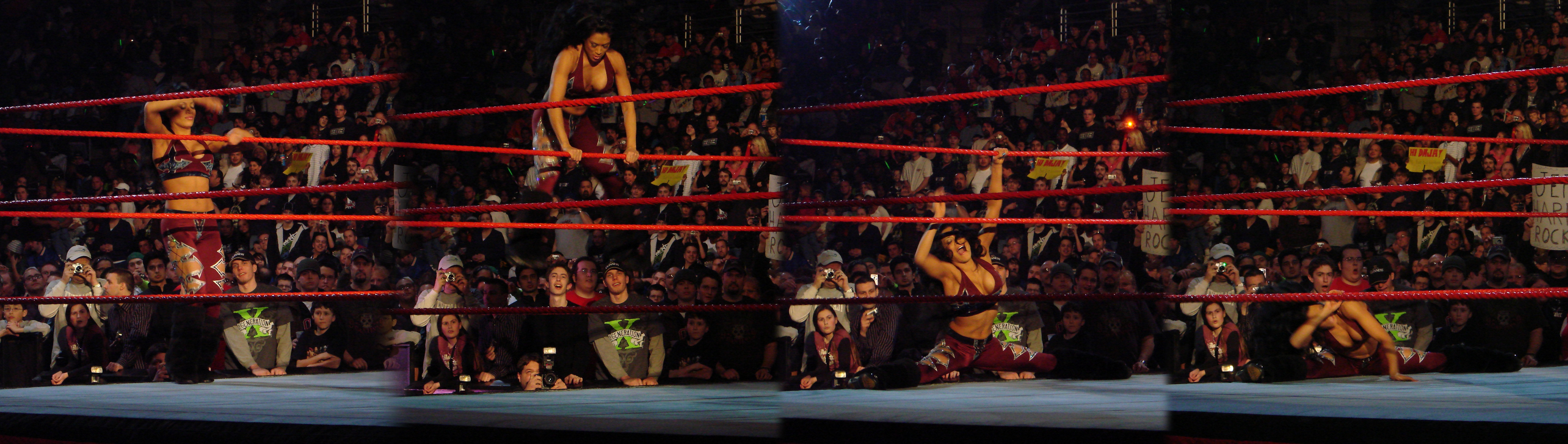
Melinin nástup do ringu.

- Charging Extreme Makeover – 2005-2006
- Sunset Split – 2007-současnost
- Last Call – 2008-současnost
- California Dream – 2007-2008, používáno jako normální chvat v letech 2009-2011

Jako manažerka:
- Johnny Nitro
- Joey Mercury
- Mark Henry
- Mick Foley
- Erik Young
- Beth Phoenix

Manažeři:
- Jillian Hall
- Beth Phoenix
- Johnny Nitro
- Joey Mercury
- Santino Marella

Přezdívky:
- "The A-List Diva"
- "The Barracuda"
- "The Paparazzi Princess"
- "The firey Hell Cat"
- "The Red Carpet Diva"

Theme Songy:
- World Wrestling Entertainment / WWE:
- "Paparazzi" od Jima Johnstona (14. dubna 2005 – 5. srpna 2011)
- World Wrestling Fan Xperience:
- "Danza Kuduro" od Don Omar & Luzenco (14. února 2012)